# دای چوشینگورا
دایچوشینگورا (به ژاپنی: 大忠臣蔵 Daichūshingura) یک مجموعه تلویزیونی برپایه چهل و هفت رونین بود.

## بازیگران
- توشیرو میفونه در نقش اُوایشی یُوشیئو، رهبر چهل و هفت رونین (۱ ژانویه ۱۶۵۹ – ۲۰ مارس ۱۷۰۳)
- تتسویا واتاری در نقش هوریبه یاسوبه، یکی از چهل و هفت رونین رهبر جبهه رادیکال
- یوکو تسوکاسا در نقش اُوایشی ریکو، (همسر اُوایشی یوشیئو)
- شیگرو کویاما در نقش یاناگیساوا یوشی‌یاسو، ملازم مورد علاقه شوگون پنجم توکوگاوا تسونایوشی
- گو واکابایاشی در نقش مائه‌بارا ایسوکه
- شینجیرو اهارا در نقش کاتائوکا گنگوئه‌مون
- یونوسوکه ایتو در نقش اونو کوروبی
- ماساکازو تامورا در نقش یاتا اموهیچی
- تاکاهیرو تامورا در نقش تاکادا گونبئی (یکی از رونین‌هایی که از گروه انتقام جدا شد)
- تتسورو تامبا در نقش چیساکا تاکافوسا (در واقع قبل از این وقایع درگذشته است ولی نام او در چوشینگورا ذکر شده)
- شیگرو تسویوگوچی در نقش اوسوکه
- کوجی ایشیزاکا در نقش کایانو شیگه‌زانه (سانپی)
- یوکو یاماموتو در نقش اوکی
- تاکه‌ئو چی در نقش میناگاوا شوروکو
- کنجی ایمای در نقش سایتو سیزائمون
- نوبوئو کاوای در نقش اندو سانزائمون
- تامائو ناکامورا در نقش آیبا شینو
- فرانکیه ساکای در نقش آکابانه گنزو
- یوشی کاتو در نقش یاتو چوسوکه
- یوشیو تسوچییا در نقش تسوچییا شوزن
- کاتسوماسا اوچیدا در نقش گوجو ریوتا
- آکیچی کوبایاشی در نقش تراساکا نوبویوکی (کیچیئمون)
- کاتسوئو ناکامورا در نقش اوکانو کینگوئمون
- شینسوکه آشیدا در نقش کوبایاشی هایهاچی
- شیگه‌رو آماچی در نقش شیمیزو ایچیگاکو
- جونزابورا بان در نقش اونودرا جونای
- تاکاشی شیمورا در نقش هوریئوچی دنبیئمون
- آکی‌هیکو هیراتا در نقش هوریئوچی گنتائمون
- شینتارو کاتسو در نقش تاوارابوشی گنبا